# Neoperla caligata
Neoperla caligata är en bäcksländeart som först beskrevs av Hermann Burmeister 1839.  Neoperla caligata ingår i släktet Neoperla och familjen jättebäcksländor. Inga underarter finns listade i Catalogue of Life.